# S31-es autóút (Ausztria)
Az osztrák S31-es autóút (németül Burgenland Schnellstraße) Burgenland északi és középső részén halad.

## Története

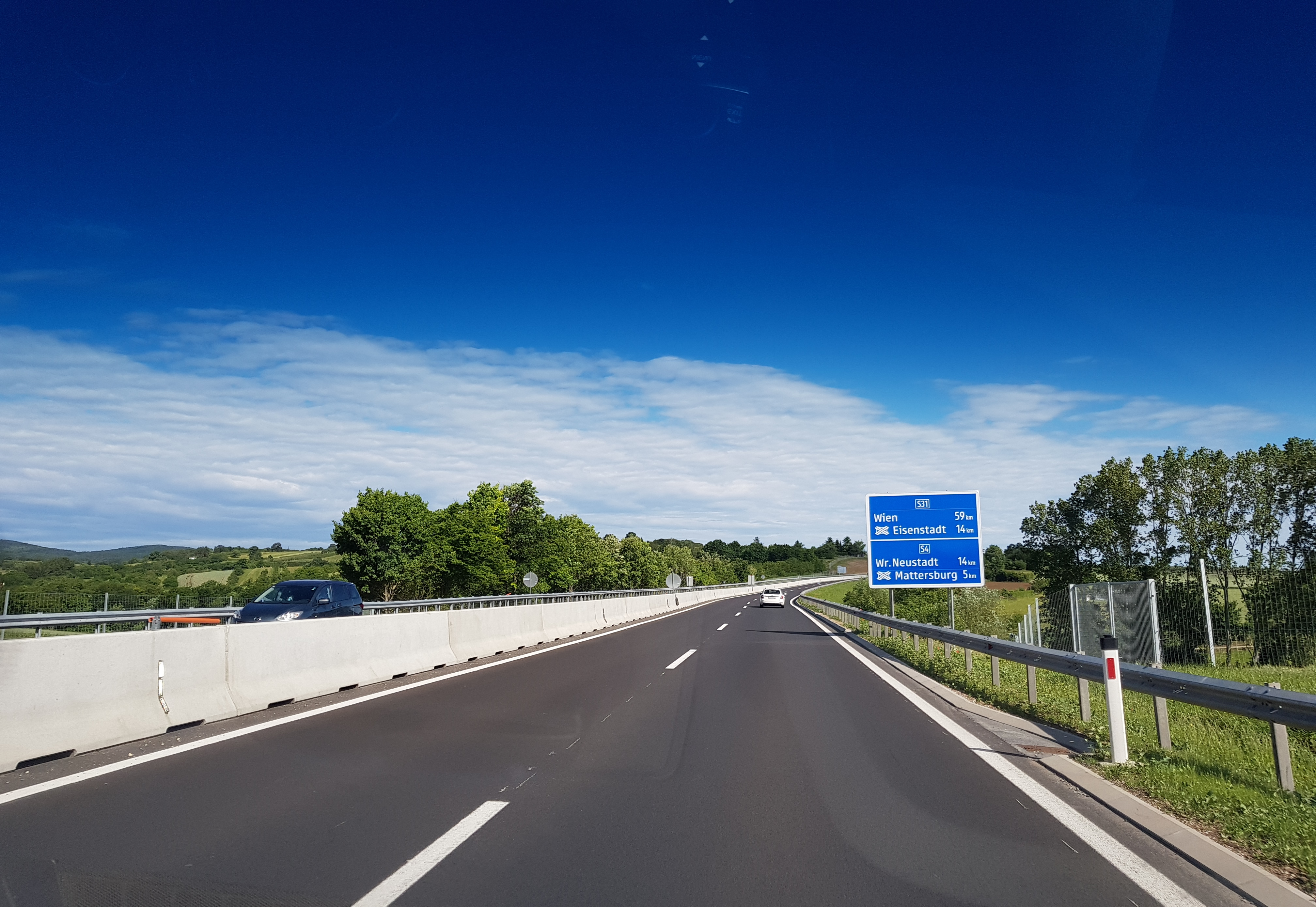
Az S31-es gyorsforgalmi út átépített szakasza Nagymartonnál

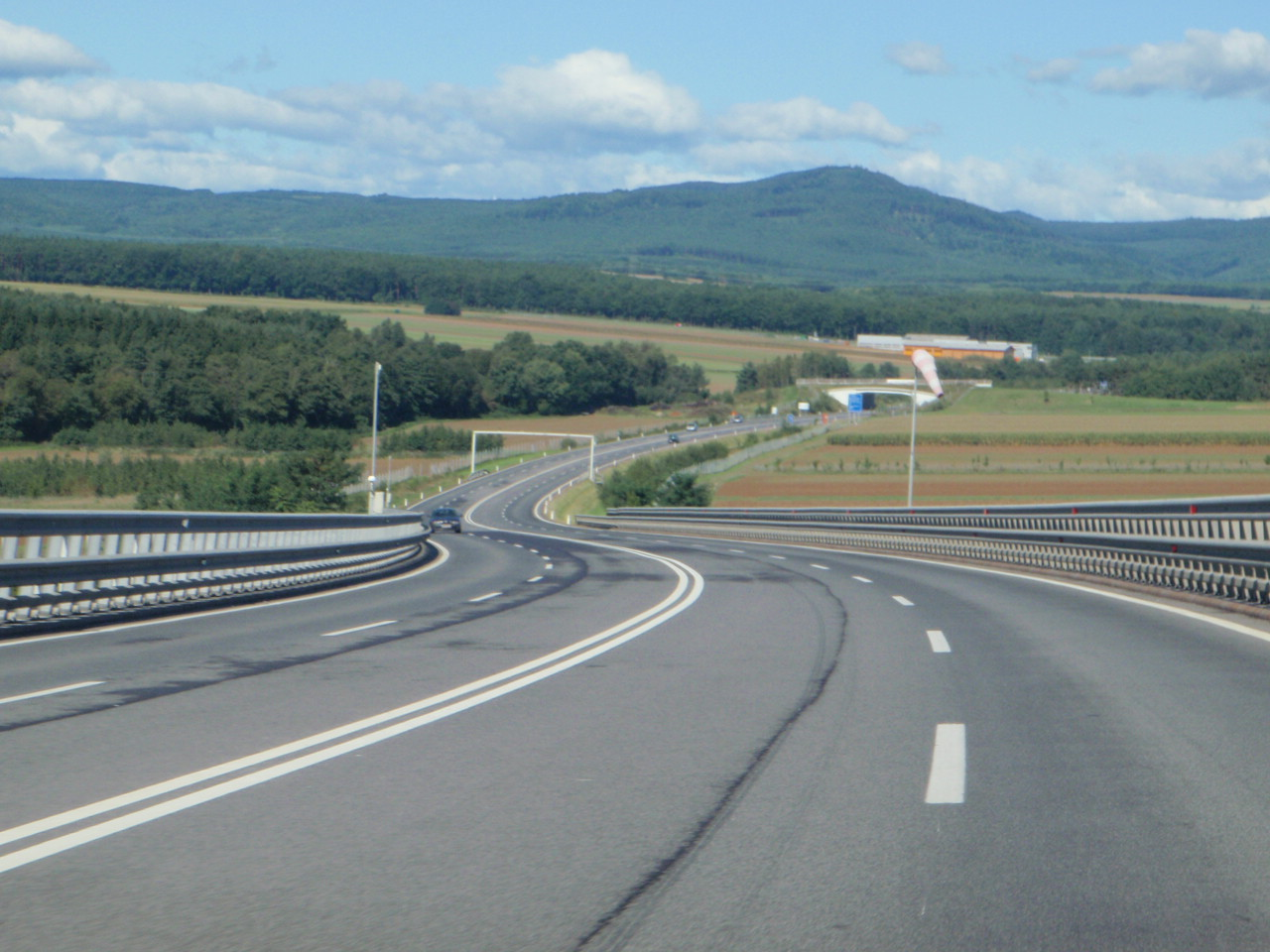
Sopronújlak mellett az út belesimul a tájba

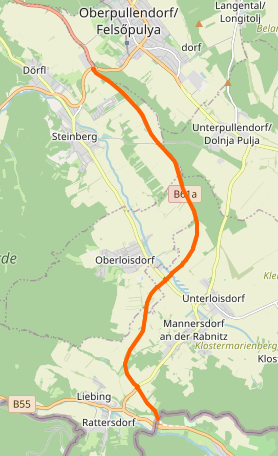
Az S31-es autóút új, déli nyomvonala

Eredetileg az S31-es autóutat csak Kismartontól Lékáig tervezték megvalósítani. A mai Kismarton felé vezető szakasz az 1971. július 16-án kelt 286. Szövetségi Törvény a Szövetségi utakra vonatkozóan (Bundesstraßengesetz – 1971) Pándorfalutól Kismarton érintésével Bécsújhelyig, mint S4-es autóút épült volna ki. A S4-es út ma Bécsújhely és Nagymarton között üzemel. 
Az 1971-es osztrák úthálózat kialakítását rögzítő jogszabály a Kismarton–Sopronszentmárton–Léka (B55-ös főút) nyomvonalat jelölte ki, mint S31-es gyorsforgalmi út. 1983-ban a mai is ismert nyomvonal került előtérbe, amikor az S31-es autóutat északra is meghosszabbítva a Pozsony/Lajtakörtvélyes–csehszlovák határ–Kismarton–Veperd–Léka (B55-ös főút) nyomvonalra módosították.
Az 1983-ban javasolt S31-es északi szektor, Kismarton–Pozsony autóút, nyomvonalát csak jóval később, és az A4-es autópálya–Pozsony viszonylatra rövidülve követte a 2007-ben átadott A6-os autópálya.
1986. március 5-én újra módosították az út jogszabályban kijelölt nyomvonalát és az a Kismarton–B50-es főút–Veperd–Dérföld–B50-es főútra rövidült. Végül a 2002. évi 50. törvénycikk mondta ki, hogy az S31-es eléri a magyar országhatárt Rőtfalvánál, ugyanakkor nem épül tovább Kismartontól északra a Fertő tó partján.
1976-ban nyitották meg az első szakaszát Kismarton-dél és Kismarton csomópont (3,055 km), a mai A3-as autópálya csomópont, között. Az egyes szakaszok átadása:
- 1979: Kismarton A3–Zemenye-Selegd, 6,586 km;
- 1980. október 31.: Zemenye-Selegd–Nagymarton S4, 3,134 km;
- 1982. szeptember 30.: Nagymarton S4–Szikra, 12,473 km;
- 1985. szeptember 13.: Szikra–Veperd, 10,557 km;
- 1990. július 30.: Kismarton-dél–Kismarton-kelet, két sávon, 3,231 km;
- 1999: Veperd–Sopronújlak, 4,157 km;
- 2004. augusztus 20.: Sopronújlak–Felsőpulya csomópont, 3,397 km;
- 2004. augusztus 20.: Felsőpulya–Felsőpulya-dél, 2 sávon, 3,397 km;
- 2007. június 29.: a Nagymarton–Kismarton autóutat kiépítették autópályává, 6,5 km.[5]
- 2014. szeptember 23. – 2017. július 17.: a Felsőpulya–Rőtfalva két sávon autóúttá fejleszthető, autóútként működő B61a főút, 9 km.[6]

### Felsőpulya–Kőszeg szakasz
2010-ben jelentették be, hogy az autóutat Kőszegig meg kívánják hosszabbítani. A Kőszeg–Szombathelyig való déli meghosszabbítására (az M87-es autóút irányába) három terv is készült, de Ólmod lakói tiltakoznak az építkezés ellen. Az Ólmodnál lévő bizonytalan határátlépés miatt a déli szakaszt a B61-es főútig tervezték autóútként kiépíteni. Végül az érintettek megegyeztek, hogy nem Ólmodnál, hanem Kőszegnél éri majd el a magyar határt az út meghosszabbítása. A megállapodás következtében a tervezett nyomvonalváltozatok közül a Locsmándhoz közelebbi két nyomvonal elvetésre került.
A végleges, Felsőlászlót keletről és délről, Répcekethelyt északról, Rőtfalvát keletről elkerülő, út 2014. március 5-én – az eredeti tervekhez képest két év késéssel – kapta meg a jogerős környezetvédelmi engedélyét.
Az M87-es autóút elhúzódó kiépítése, illetve a déli végcsomópont és Kőszeg közötti osztrák településeket terhelő gépjárműforgalom miatt első ütemben B61a főút jelzéssel, 2×1 sávon 9 km-es – autóútként működő – főút épült a B61-es főútig, 2017. július 17-ei határidővel. 2014. május 5-én megkezdődtek és augusztusban befejeződtek a déli végcsomópont és Rőtfalva B61-es főút között a kivitelezést megelőző régészeti feltárások. Az alapkő letételére 2014. szeptember 22-én került sor. A kivitelezést a STRABAG végezte.
A főút később gyorsforgalmivá fejleszthető, amennyiben elkészül a magyar oldalon tervezett folytatása. A B61-es főúttól Kőszeg felé hiányzó szakasz addig nem épülhetett meg, amíg a határmetszési pont kijelölésre nem került. 2014. október 15-én, Budapesten megállapodás született arról, hogy a Burgenland és Magyarország határmenti térségeinek 2014 és 2020 közötti fejlesztése között az egyik gyorsforgalmi út az S31-es és az M87-es összekötése lesz. 2016-ban a határmetszésről megegyezés született. 2018 májusában megkezdődött az utolsó szakasz kivitelezése.
2017–2018-ban elkészült a Nagymarton és Fraknó pihenőhely bővítése, a Nagymarton S31–S4-es csomópont rámpáinak megújítása, két év alatt pedig a négy viadukt komplett megújítása.

## Kiépítettsége
Autópályaként üzemel a Kismarton elkerülő, illetve az A3-as autópályába és az S4-es csomópont (Nagymarton) között. Autópályává bővíthető autóút a meglévő alépítmények és telekterülete alapján az S4-es gyorsforgalmi út és a Veperd (Weppersdorf) csomópont közötti szakasz. Az ettől délre lévő pálya már csak 2×2 sávos autóútnak megfelelő műtárgyakkal készült el. 2001 és 2004 között kiépült a Sopronújlak (Neutal)–Felsőpulya (Oberpullendorf) szakasz. A csávai (Stoob) elágazótól 2×1 sáv halad a B50-es főúti végpontot jelölő körforgalomig. 

## Bővítés 2026-ig
2018-ban kezdődött el a Nagymarton és Veperd közötti szakasz biztonságának javítása és a menetirányok beton elemekkel való elválasztása. A Nagymarton és Fraknó közötti fizikai elválasztásának kiépítése és a pálya kiszélesítése – első ütemként – 2019. december 20-án átadásra került, majd a 2021. december 23-án a Veperd előtti második szakasz is elkészült.
2022-ben kezdődik és 2026-ban zárul a Szikra (Sieggraben) völgykereszteződéseinek teljes értékű, elválasztott 2×2 sávos kiépítése azzal, hogy a Kőszeg felé haladó irány négy új völgyhidat kap, míg a Kismarton felé menő pálya marad a meglévő viaduktokon.

## Tervezett továbbépítése

### Kismarton–Nezsider szakasz
A gyorsforgalmi utat északi irányban is meghosszabbítanák, így ott az A4-es autópályába csatlakozna be. Lakossági tiltakozás miatt elfogadott nyomvonalak a teljes északi szakaszra nincsenek. Időközben az S1-es gyorsforgalmi út átadásával egyidejűleg a teherforgalmat a B50-es főút Fertő melletti szakaszáról kitiltották, így a gyorsforgalmi út fejlesztése is lekerült a napirendről.

## Galéria

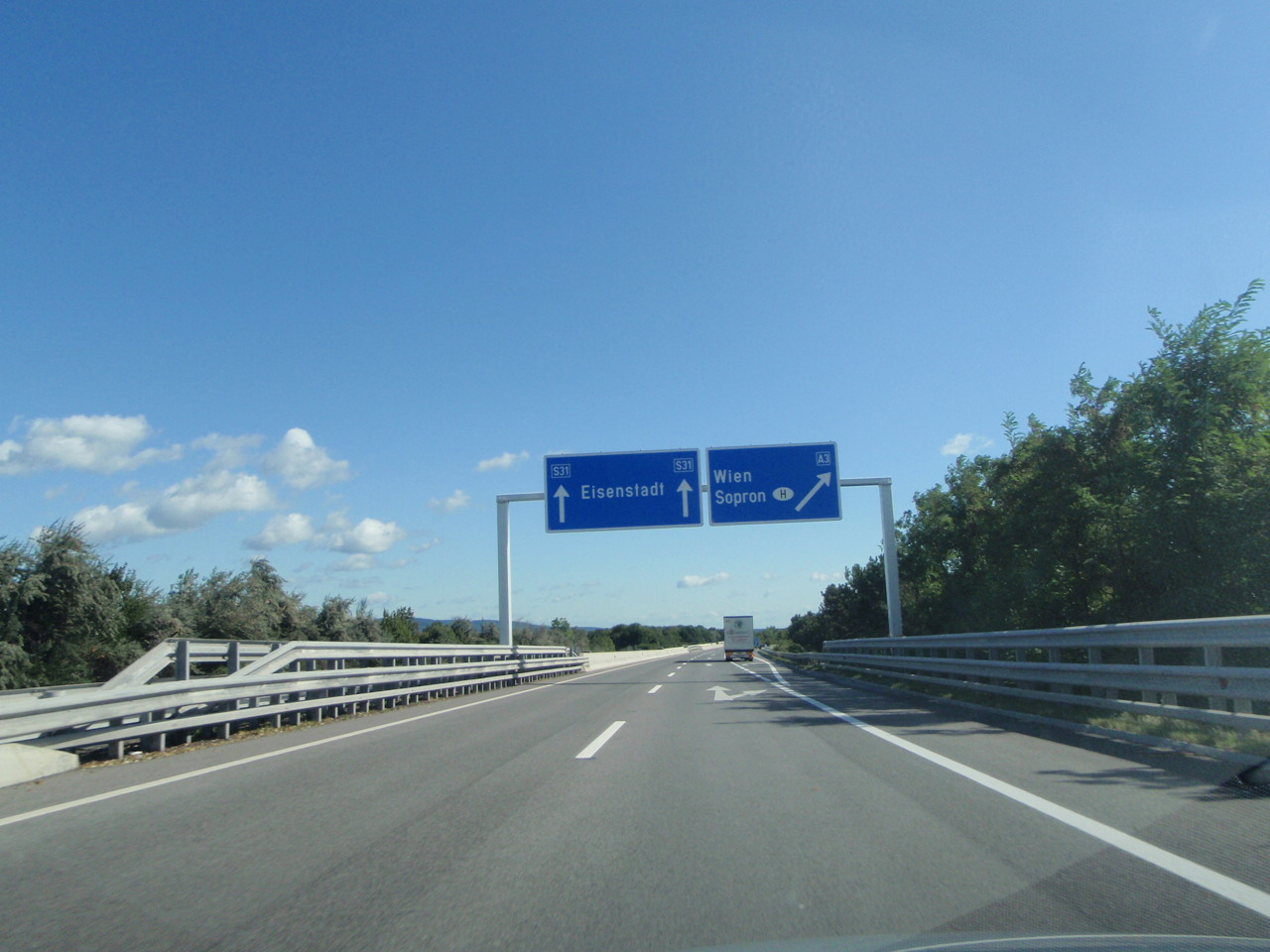
Kismarton, S31-es és A3-es autópálya csomópontja
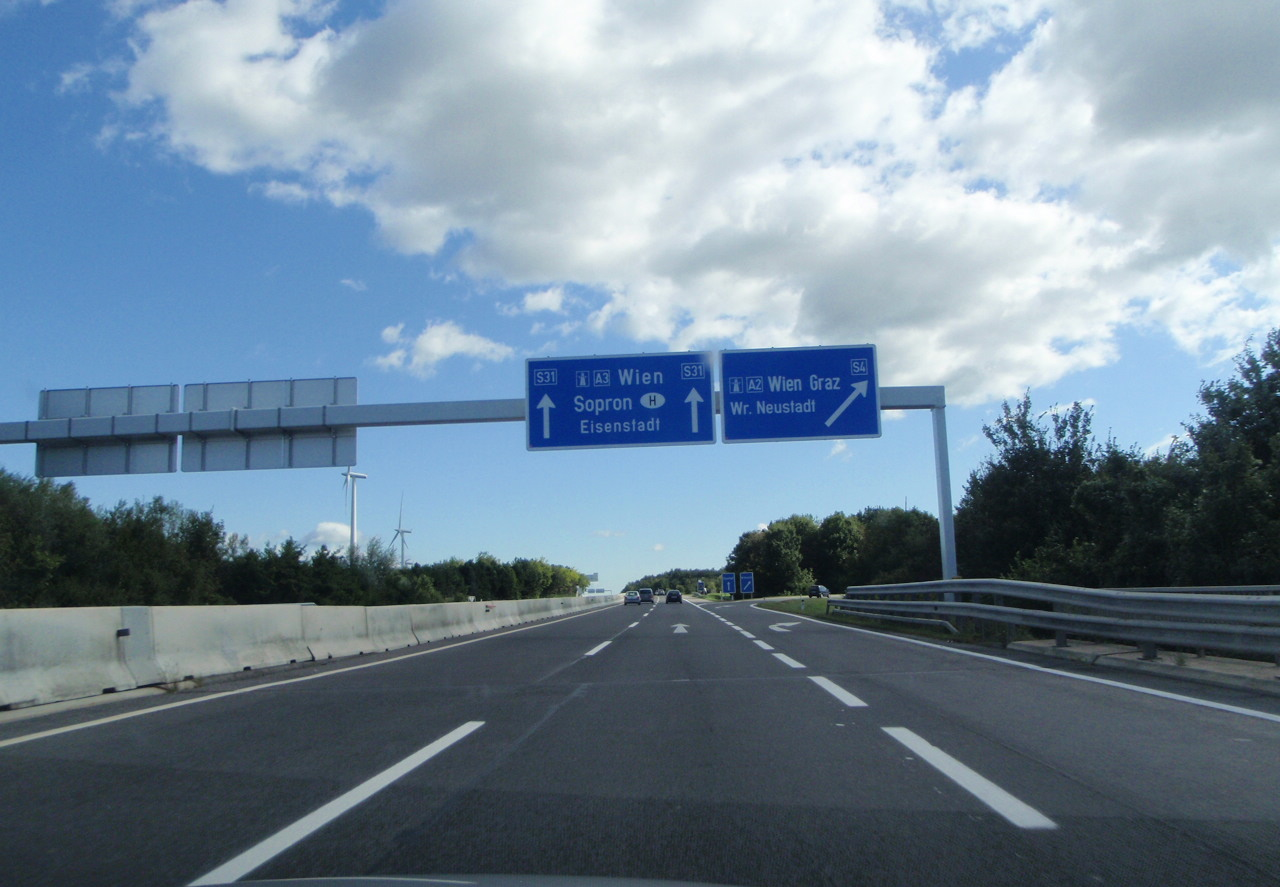
Nagymarton, S31-es és S4-es autóút csomópontja
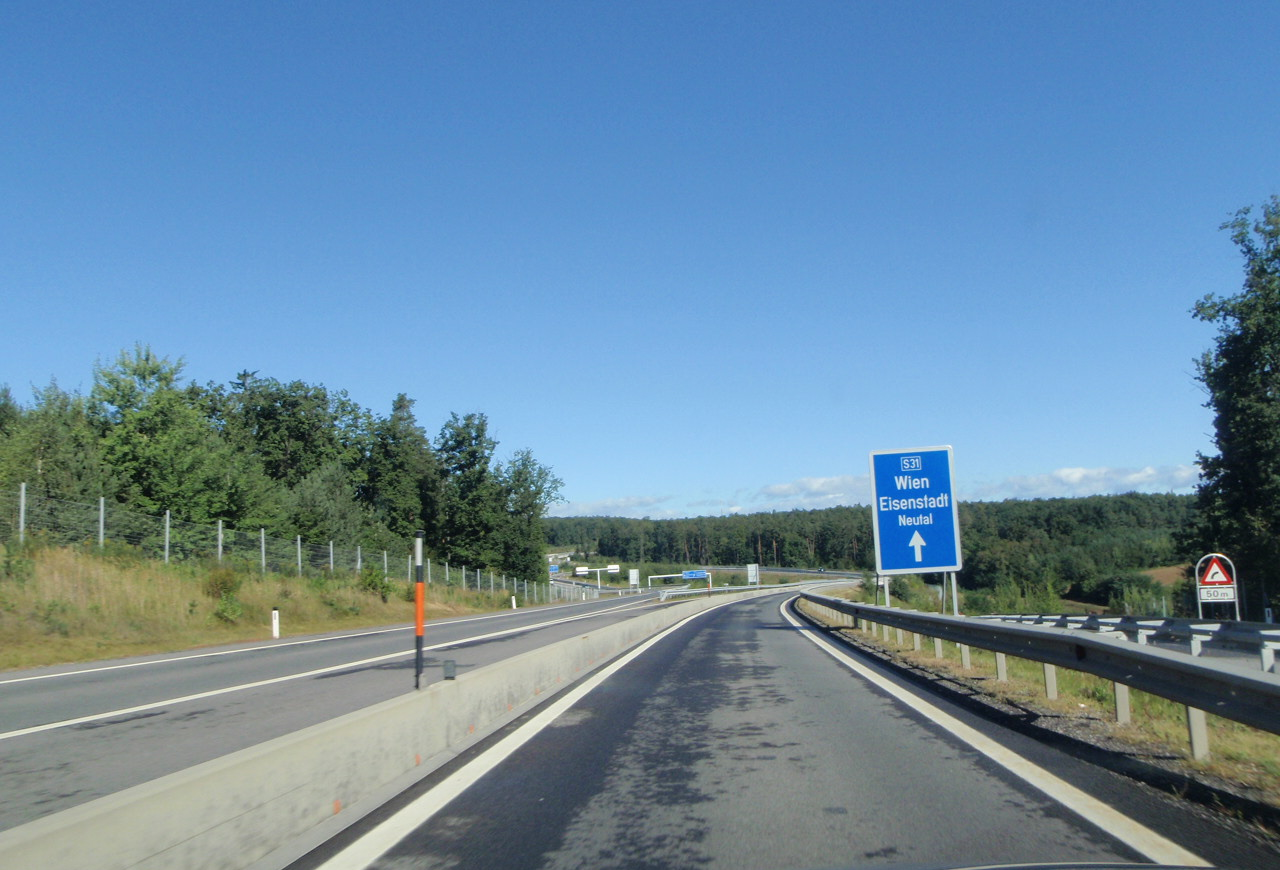
Felsőpulya-észak/Csáva-dél csomópont
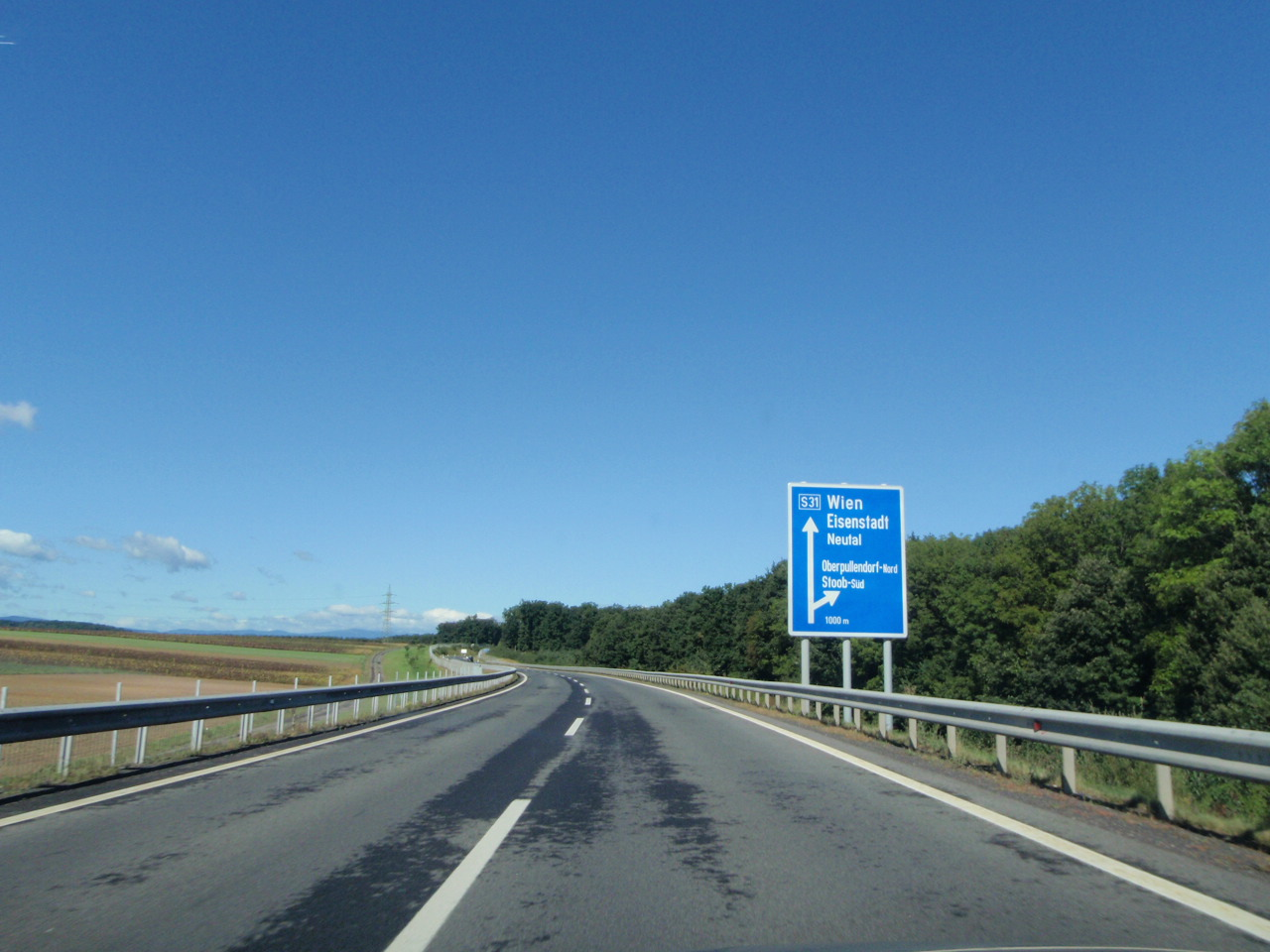
Felsőpulya-dél csomópontnál még 2×1 sávos az út
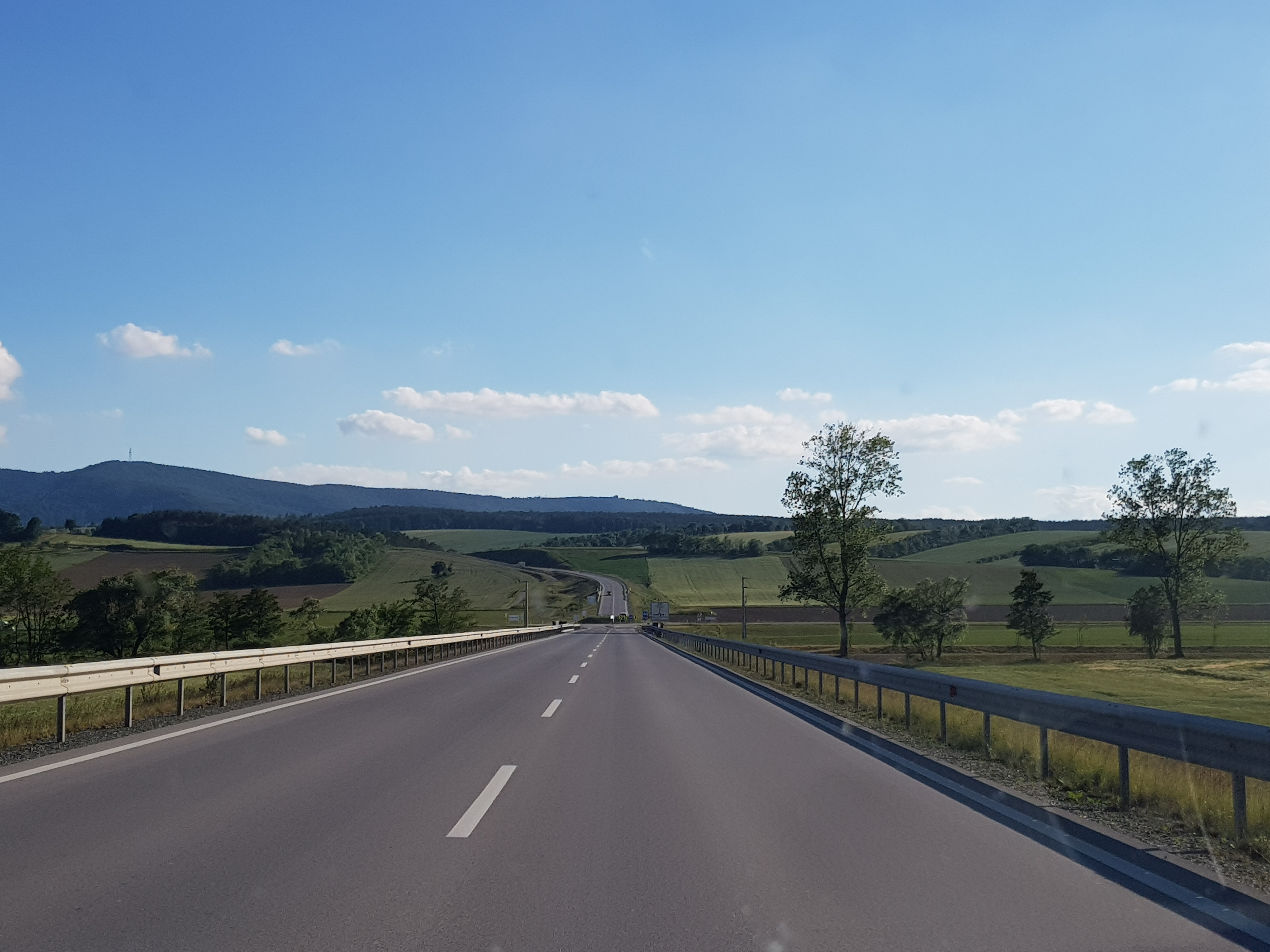
Az S31-es folytatása, a B61a, Felsőlászló mellett
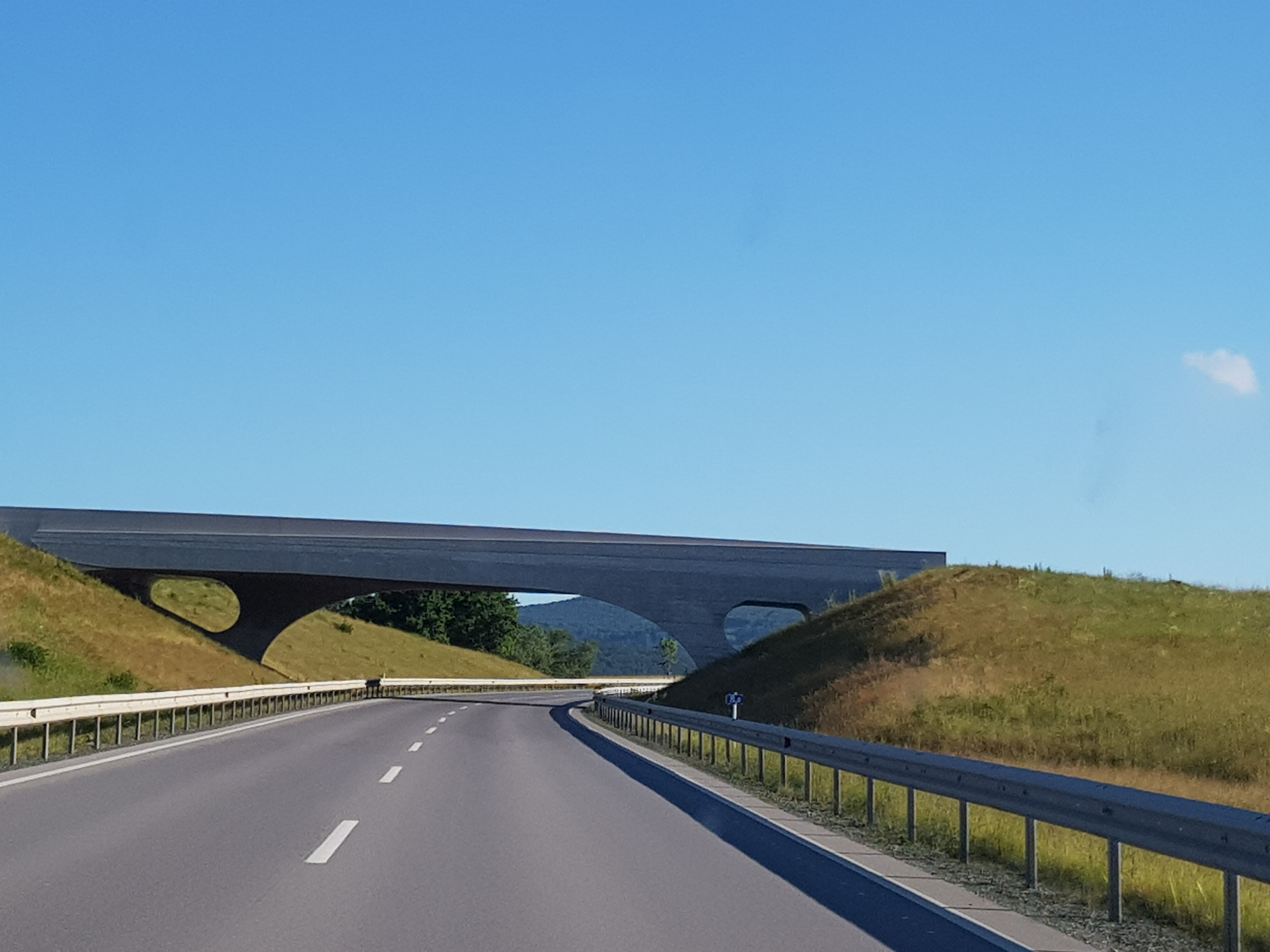
Az S31-es folytatása, a B61a, Rőtfalvánál